# Лавреш, Леонид Леонтьевич
Леонид Леонтьевич Лавреш (белорус. Леанід Лявонцьевіч Лаўрэш 1 марта 1963 , Лида) — белорусский писатель и краевед, независимый исследователь.

## Биография
Окончил электротехнический факультет Белорусского политехнического института (1985). Является инженером по образованию. В 1999 году он создал историко-краеведческий сайт pawet.net. Член Союза белорусских писателей с 2017 года. Живёт в Лиде. У него есть жена, сын, невестка и внук.

## Активность
Область научных интересов Леонида Лавреша — краеведение и история естествознания в Беларуси. Научный интерес к истории охватывает широкий временной диапазон — от первобытных времен до времен Западной Белоруссии (1921-1939). Особый интерес его вызывают европейские события конца XIV — начала XV веков. Входил в творческий коллектив Государственного университета прикладных наук имени Я. Купалы , который по заданию Института истории Национальной академии наук проводил исследовательскую работу по конфессиональной истории Беларуси XIX века.
Издается с 2000 года. Первые статьи стали результатом поездок в Лидчину, во время которых в селе Рабочие,  были найдены действующие солнечные часы (вероятно, единственные в Беларуси), а в селе Бобры — ранее неописанный камень-следовик.
Высказывал собственную гипотезу о месте заключения Остравского мира (1392 года). Развил тему участия английских аристократов, персонажей Уильяма Шекспира — Генри Ланкастера, Генри Перси Хотспура, Джона Бофорта и других, в войне Тевтонского ордена против Великого княжества Литовского. Он писал о влиянии войн и восстаний в 19 веке — война 1812 года, восстания 1830–1831 и 1863–1864 годов, в истории Лидчины. Также рассматриваются вопросы экономической истории Лиды. Реконструированы ранее неизвестные моменты из истории многих поселений Лидчины. Часть статей Леонида Лавреша посвящена памятникам архитектуры, готической и романтической архитектуре Лидчины.
Развивает конфессиональную историю Лидчины, автор статей об отдельных приходах, церквях и часовнях. Внес вклад в церковное краеведение. В то же время он, пожалуй, первый в Беларуси занялся церковным краеведением Союзной (Греко-Католической) Церкви. В книге «Греко-католическая (унионная) церковь в Лидчине» (2012) он показал церковно-религиозные процессы в Лидчине в XVI-XX веках в контексте аналогичных восточноевропейских процессов, описал влияние создания, деятельности и ликвидации унии церкви в Беларуси по истории Лидчины. Книга основана на богатом фактическом материале, в приложениях представлены опубликованные документы. Презентация книги вызвала определённый резонанс.
Исследует историю естествознания в Беларуси. Отдельным направлением исследований Леонида Лавреша в этой области является астрономия, ей посвящены ряд статей и книга очерков «И звездное небо над моей головой…» (2013).
Профессор Светлана Морозова считает, что книга Лавреша "Маламажэйкаўская царква" - это не обычный краеведческий очерк: "Чем дальше читаешь, тем больше понимаешь величие и трагедию нашего прошлого... После открытий, сделанных автором книги, можно сочинять стихи и писать почти детективные романы. … Страница за страницей мы листаем 500-летнюю книгу истории Маломожейковской церкви. Мы знакомимся с событиями и людьми: владельцами Мажейков, «сослуживцами» церкви (благотворителями и самодурами), со многими претендентами на сам храм и его имущество, реликвии, земли. С государственными деятелями и местными чиновниками, от которых зависела судьба храма. Перед нами проходит ряд представителей духовенства: от высших церковных иерархов до рядовых священников. Кстати, Лавреш восстановил имена всех настоятелей храма, начиная с середины 17 века».
В 2017 году вышла книга «Шепот пожелтевших страниц». Люди в зеркале прессы. 1900-1939». Профессор Александр Смоленчук отметил, что книга "в определённом смысле уникальна. Это своего рода летопись прошлого Лиды, составленная корреспондентами многочисленных газет и журналов, в которой отразилась жизнь города и его окрестностей в первые сорок лет XX века... [Книга] позволяет заглянуть в малоизвестные страницы истории города и его окрестностей в последние годы существования Российской империи, во время военных испытаний, длившихся для Лидчины долгих 7 лет — с 1914 по 1921 год. Много места в книге занимает хроника города межвоенного периода, когда Лида входила в состав Польской республики. Эти страницы привлекают особое внимание в связи с тем, что в прежние времена этот период истории обычно был предан забвению. Книга заканчивается событиями, в которых ощутимо дыхание Второй мировой войны...
В 2021 году польский перевод «Шепота…» вышел в издательстве «Полиграф» в Варшаве. В польском издании история Лиды рассказана с 1921 по 1939 год, причём вместо хронологического изложения истории города, как в белорусской версии, польская версия переработана по тематическому принципу.
Биография генерала от инфантерии и министра обороны БНР Киприана Кондратовича посвящена 100-летию БНР. Квалифицированный врач из Университета Николая Коперника в Торуни Дорота Михалюк в предисловии к книге, среди прочего, написала: «К столетнему юбилею провозглашения Белорусской Народной Республики в руках читателя находится биография генерала Киприана Кондратовича... Возвращение на страницы истории этого деятеля произошло благодаря писателю и историку Леониду Лаврешу, который уже около двадцати лет занимается исследованием судьбы генерала и публикует труды о его жизни. Его заслуга – обнаружение могилы генерала, захороненного возле церкви в Воронове. ...Работа имеет высокую научную ценность, так как подкреплена документами и хорошо написана. ...Автор не только с энтузиазмом знакомит нас с жизнью генерала Киприана Кондратовича, но и делится с читателем этапами его поисков и исследований и показывает, насколько чрезвычайно увлекательной может быть работа историка».
В 2020 году вышла книга «Прогулки по старой Лиде». Доктор исторических наук Александр Кравцевич считает, что книга является результатом многолетней работы лидского писателя и краеведа Леонида Лавреша, "архивной, историографической, но и исследовательско-полевой работы, а именно опроса старожилов город о событиях 20 века. Строго говоря, слово «краеведение» не совсем подходит и книге, и её автору, так как ассоциируется с дилетантизмом. Термин «история региона» был бы более точным, поскольку у нас научные исследования представлены в популярной форме. Книга Лавреша подобна верхушке айсберга, это та часть, которая наиболее видна и доступна человеческому восприятию. Вне поля зрения остаётся «подводная» часть – гораздо более крупная как по продолжительности, так и по объёму выполненных работ. Ценность книги заключается именно в том, что она представляет собой продукт исторического исследования, доведенного до конечной цели — массовой читательской аудитории. Но она не продукт массовой культуры. Написанная хорошим, ясным языком, основанная на тщательном источниковедческом и историографическом фундаменте, книга представляет профессиональную культуру».
В 2020 году Леонид Лавреш награждён благодарственным письмом Института истории Национальной академии наук Беларуси «...за организацию научно-исследовательской работы и плодотворную работу в области краеведения».
В 2023 году награждён благодарственным письмом Центральной научной библиотеки имени Якуба Коласа Национальной академии наук Беларус и «...за плодотворную литературную и краеведческую работу...».
В 2023 году вышла книга Леонида Лавреша «Инстинкт познания». Автор предисловия к этой книге, кандидат исторических наук, доцент Светлана Луговцова отметила: «Образовательная политика конкретного государства является ключевым фактором, определяющим ее динамику: поступательное движение или стагнация. При этом в белорусской историографии традиционно вопросам развития образования уделялось меньше внимания, чем анализу политических и экономических проблем. Новая работа Леонида Лавреша «Инстинкт познания» во многом закрывает этот пробел. В ней последовательно рассматривается история образования в Лиде с середины XVIII века до конца 30-х годов XX века».
Ряд публикаций Л. Лавреша посвящён материальным, устным, письменным и изобразительным источникам по региональной истории, в том числе каменные могилы, тропинки, рассказы, рисунки, открытки и фотографии.
Он также исследует биографии и деятельность известных уроженцев Лидчины, в том числе обращает внимание на забытые и малоизвестные имена. Опубликовал ряд биографий и биографических исследований, в том числе Киприан Кондратович, Евгений фон Гроте де Буко, Дионисий Хлявинский, Антоний Горецкий, Франтишек Нарвоиш, Александра Нарбут, Цезарий Каменский, Виктор Басяцкий, Мартин Почобут-Одляницкий Ян Снядецкий, Витольд Цераский, Гаврила Цихов и другие.
Автор 17 книг (см. список ниже) и более 300 статей. Он автор газеты «Наша слово», журналов «Лидский летописец», «Малодость», «Исторический альманах» и различных научных сборников.
Участник многих научно-исторических конференций и круглых столов, где выступает на лидскую тематику.

## Оценки
Как заметила доктор исторических наук Светлана Морозова, Л. Лавреш вносит значительный вклад в расширение знаний об истории Лидчины, в познание её места и значения в европейском историческом контексте, посредством краеведения.
В статье о Маломожейковской церкви на сайте «Синодального отдела религиозного образования и катехизации БПЦ» Леонид Лавреш характеризуется как «...исследователь и писатель, известный краевед Лидчины и автор книги о Маломожейковской церкви-крепости.

## Основные публикации

### Книги
- Лаўрэш Л. Стойкасць у веры, мужнасць у выпрабаваннях : Жыццё і ўспаміны беларускіх уніятаў у часы ліквідацыі уніі; пад рэд. С. В. Марозавай. — Полацк, 2025. — 326 с.
- Лаўрэш Л. Л. Тэадор Нарбут : Навуковая і літаратурная дзейнасць, сям’я і сядзіба, яго час. Издательские решения, 2025. — 172 с.
- Лаўрэш, Л. Лаўрэш, Г. Там, дзе спыніўся час… . Лідскія гістарычныя некропалі. ГроКарДрук, — 2024. — 222 с.
- Лаўрэш Л. Лябёдка Іваноўскіх. Дакументальная аповесць. Издательские решения, — 2024. — 196 с.
- Лаўрэш Л. Як горад Ліда ўвайшоў у ХХ стагоддзе. Пошта, чыгунка, кіно, электрычнасць і першыя аўтамабілі. ГроКарДрук, — 2024. — 150 с.
- Lauresh L. Spacery po starej Lidzie. Warszawa: Sowa, — 2023. — 340 s.
- Лаўрэш Л. Інстынкт пазнання. Нарысы з гісторыі адукацыі ў горадзе Ліда. Гродна: ЮрСаПрынт, — 2023. — 192 с.
- Lauresh L. Szept pożółkłych stron. Ziemia Lidzka w zwierciadle prasy lat 1922—1939. Warszawa: Wydawnictwo Poligraf, — 2021. — 338 s.
- Лаўрэш Л. Шпацыры па старой Лідзе. Гродна: ЮрСаПрынт, — 2020. — 342 с.
- Лаўрэш Л. Генерал, які дайшоў да Беларусі. Жыццяпіс Кіпрыяна Кандратовіча. Гродна: ЮрСаПрынт, — 2018. — 154 с.
- Лаўрэш Л. Шэпт пажоўклых старонак. Лідчына ў люстэрку прэсы. 1900—1939 гг. Гродна: ТАА «ЮрСаПрынт», — 2017. — 432 с.
- Лаўрэш Л. Маламажэйкаўская царква: гістарычны нарыс / пад рэд. С. В. Марозавай. Гродна: ЮрСаПрынт, — 2017. — 114 с.
- Лаўрэш Л. Паўстанчы дух. 1812, 1831, 1863 гады на Лідчыне. Гродна: Юрсапрынт, — 2016. — 244 с.
- Лаўрэш Л. Вандалін Шукевіч: беларускі археолаг і краязнаўца. Мінск: Харвест, — 2014. — 63 с. (100 выдатных дзеячаў беларускай культуры).
- Лаўрэш Л. Ліда ўчора і сёння : гісторыя горада ў выявах. Ліда: Лідская друкарня, — 2013. — 152 с.
- Лаўрэш Л. «І зорнае неба над галавой…»: Нарысы з гісторыі астраноміі. Мінск: Лімарыус, — 2013. — 266 с.
- Лаўрэш Л. Грэка-каталіцкая (уніяцкая) Царква на Лідчыне; пад рэд. С. В. Марозавай. Полацк: Грэка-каталіцкая парафія Святамучаніка Язафата ў г. Полацку, — 2012. — 128 с.
- Лаўрэш Л. Генерал Кіпрыян Кандратовіч (Дзеячы Беларускай Народнай Рэспублікі). Ліда, — 2007. — 43 с.
- Лавреш Л., Крутиков Ю. Лида по старинным рисункам, открыткам, фотографиям. Лида, — 2001. — 108 с.[10]

#### Составитель и переводчик
- АСОБА І ЧАС. Беларускі біяграфічны альманах. Выпуск 6. Укладальнікі: Леанід Лаўрэш, Аляксандр Фядута. Мінск, — 2015. — 365 с.
- Шымялевіч Міхал. Збор твораў / укл. Леанід Лаўрэш. Гродна: ТАА «ЮрСаПрынт», — 2019. — 326 с.
- Закуй, закуй, зязюленька, рана… Анталогія беларускіх народных песень / укл. Леанід Лаўрэш. Ліда. — 2021. — 108 с.
- Беларускія думкі, звычаі, абрады з Лідскага павета ХІХ стагоддзя. Этнаграфічны зборнік / укл. Леанід Лаўрэш, Станіслаў Суднік. Ліда, — 2023. — 72 с.
- Віленскія ўспаміны доктара Юльяна Цітыюса з дадаткам Уладзіслава Талочкі / укл. Леанід Лаўрэш. Ridero, — 2024. — 68 с.
- Корвін-Мілеўскі Гіпаліт. Успаміны пра семдзесят гадоў (1855–1925). Ridero, — 2025. — 276 с.

### Статьи
2025
- З жыцця Мікалая Сапегі // Наша слова.pdf № 17 (173), 21 красавіка 2025.
- Архітэктары Лідскіх будынкаў у 1920–30-я гг. // Наша слова.pdf . 19 сакавіка 2025.

2024
- Маёнтак Хацяновічы // Лідскі Летапісец. 2024. № 3. С. 16–24.
- Легенды Лідскага замка // Лідскі Летапісец. 2024. № 3. С. 8–15.
- Страчаная цывілізацыя: Бальценікі // Новы замак. 2024. № 13. С. 189–208.
- Яўстах Шалевіч і яго мемуары // Лідскі Летапісец. 2024. № 1–2. С. 120-124.
- Тэадор Нарбут: жыццяпіс без прэтэнзіі на паўнату. Да 240-годдзя з дня смерці гісторыка // Лідскі Летапісец. 2024. № 1–2. С. 31–74.
- Першыя аўтамабілі і матацыклы на Лідчыне // Лідскі Летапісец. 2024. № 1–2. С. 83–88.
- Лідскія цэрквы горада да пачатку XIX ст. // Лідскі Летапісец. 2024. № 1–2. С. 75–82.
- Вёска Гарні пад Лідай // Наша слова.pdf. 2024. 9 кастрычніка.
- Біскупы, датычныя горада Ліды // Наша слова.pdf. 2024. 24 ліпеня.
- Зразумець Адольфа Сегеня // Запісы Інстытута імя братоў Луцкевічаў. Год III. Сшытак 3. Vilnius — Менск. 2023. С. 41-50.
- Віленскія цукерні Штраляў у нашай гісторыі // Наша слова.pdf. 2024. 4 ліпеня.
- Уладзіслаў Абакановіч — лідскі краязнавец з першай генерацыі // Наша слова.pdf. 2024. 5 чэрвеня.
- Маёнтак Падварышкі і суседнія Гайцюнішкі // Лідскі летапісец. 2023. № 4(104). C. 76-85.
- КПЗБ у Лідзе // Лідскі летапісец. 2023. № 4(104). C. 18-59.
- Легенды Лідскага замка // Наша слова.pdf. 2024. 2 траўня 2024; 2024. 8 траўня 2024.
- Першыя аўтамабілі на Лідчыне // Наша слова.pdf, 3 красавіка 2024.
- Пісьменнік Юзаф Мацкевіч пра магілу Алаізы Пашкевіч у газеце «Слова», 1938 г. і яшчэ трошкі пра сям’ю Алаізы // Лідскі Летапісец. 2023. № 3(103). С. 42-46.
- Цэрквы горада Ліды да пачатку XIX ст. // Наша слова.pdf. 2024. 28 лютага; 2024. 6 сакавіка.

2023
- Дзе і што археолагам шукаць у Лідзе // Лідскі Летапісец. 2023. № 3(103). С. 36-41.
- Астрынская, Глыбоцкая і Дэмбраўская цэрквы Лідскага павета, але Гарадзенскага дэканата // Лідскі Летапісец. 2023. № 3(103). С. 56-70.
- Мястэчка Ражанка і касцёл у ім // Лідскі Летапісец. 2023. № 3(103). С. 47-55.
- Страчаная цывілізацыя: маёнткі Стрэліца і Касцянёва з Паперняй на Лідчыне. Гістарычныя хронікі // Новы замак. 2023. Выпуск. 12. С. 172—192.
- Лідчына ў XV ст. // Лідскі Летапісец. 2023. № 2(102). С. 36-49.
- Лакалізацыя «Ліды Нарбута», першаснага паселішча на тэрыторыі нашага горада // Лідскі Летапісец. 2023. № 2(102). С. 30-35.
- Лідскі ветраны млын // Лідскі Летапісец. 2023. № 2(102). С. 55-58.
- Святары Лідчыны розных канфесій у 1920-30-я гг. // Лідскі Летапісец. 2023. № 2(102). С. 50-54.
- Яўстах Тышкевіч, яго калекцыя і яго музей // Наша слова.pdf. 2023. 6 снежня; 13 снежня.
- Юстын Нарбут // Наша слова.pdf. 2023. 25 кастрычніка.
- Ліда раскрывае таямніцы неахвотна: дзе і што шукаць у Лідзе // Наша слова.pdf . 2023. 18 кастрычніка.
- Лідскі след Уладзіслава Вярыгі // Наша слова.pdf. 2023. 16 жніўня.
- Маёнтак Падварышкі і суседнія Гайцюнішкі // Наша слова.pdf. 2023. 9 жніўня; 16 жніўня 23 жніўня.
- Яшчэ раз пра «Ліду Тэадора Нарбута» // Наша слова.pdf. 2023. 25 ліпеня.
- Знаходка пахавання вялікага князя ВКЛ і караля Аляксандра і вялікіх княгінь і каралеў Лізаветы і Барбары ў 1931 г. // Наша слова.pdf. 2023. 12 ліпеня.
- Пра лідскія ветраныя млыны // Наша слова.pdf. 2023. 7 сакавіка.
- Крэскі да біяграфіі акадэміка Аркадзя Мігдала // Наша слова.pdf. 2023. 5 красавіка.
- Гісторыя двух, амаль што аднатыпных будынкаў у Лідзе // Наша слова.pdf. 2023. 15 лютага.
- Падымны рэестр шляхты Лідскага павета, 1728 г. // Лідскі Летапісец. 2022. № 3-4(99-100). С. 43-60.
- Помнік па Алаізе Пашкевіч // Наша слова.pdf. 2023. 19 красавіка.
- Ражанка // Наша слова.pdf. 2023. 14 чэрвеня.
- Гісторыя двух, амаль што аднатыпных будынкаў у Лідзе // Лідскі Летапісец. 2023. № 1(101). С. 61-65.
- 260 гадоў бульбе на Лідчыне // Лідскі Летапісец. 2023. № 1(101). С. 21-23.
- Гарадское самакіраванне Ліды ў другой палове XIX ст.// Лідскі Летапісец. 2023. № 1(101). С. 44-52.
- Лідскія прывілеі ў архіве Лідскага магістрата, 1785 г. // Лідскі Летапісец. 2022. № 3-4(99-100). С. 42.
- Шымка Мацкавіч, яго нашчадкі і перадумовы будаўніцтва Маламажэйкаўскай царквы // Лідскі Летапісец. 2022. № 3-4(99-100). С. 61-69.

2022
- Уніяцка-праваслаўныя дыспуты ў п’есах школьных езуіцкіх тэатраў (першая палова XVII ст.) // Традыцыі і сучасны стан культуры і мастацтваў : зборнік навуковых артыкулаў. Мінск. 2022. Вып. 3. С. 175—178.
- Спіс былых сяброў Беларускай партыі сацыялістаў-рэвалюцыянераў // Нясвіжскія каеты. 2022. № 9. С. 18-23.
- Страчаная цывілізацыя: Маёнтак Вялікае Мажэйкава // Новы Замак. 2022. № 11. С. 206—228.
- Лідскія пісьменніцы XVIII—XIX ст. // Ад лідскіх муроў. 2022. № 10. С. 478—490.
- Гісторыя маёнтка Востраў // Гісторыка-культурная спадчына Лідчыны. Зборнік навуковых артыкулаў. Мінск, 2022. С. 39-45.
- Новае пра генерала Яўгена фон Гротэ дэ Буко // Лідскі Летапісец. 2022. № 1-2. С. 28-29.
- Жалудок і палац Чацвярцінскіх // Лідскі Летапісец. 2022. № 1-2. С. 32-38.
- Лідскія Хрулі герба «Праўдзіч» // Герольд Litherland. 2022. № 23. С. 145—150.
- 260 гадоў беларускай бульбе // Наша слова.pdf. 2022. 9 лістапада.
- Лідскія камуністы ў данясеннях канфідэнта Чорнага (1932—1937) // Homo Historicus 2022. Гадавік антрапалагічнай гісторыі. Мінск, 2022. С. 200—218.
- Падымны рэестр шляхты Лідскага павета, 1728 г. // Лідскі Летапісец. 2022. № 3-4. С. 43-60.
- Шымка Мацкавіч, яго нашчадкі і перадумовы будаўніцтва Маламажэйкаўскай царквы // Лідскі Летапісец. 2022. № 3-4. С. 61-69.
- Лідскія прывілеі ў архіве Лідскага магістрата, 1785 г. // Лідскі Летапісец. 2022. № 3-4. С. 42.

2021
- Шчучыншчына // Наша Слова. 2021. 27 студзеня.
- Адукацыя ў Лідзе, 1920-1930-я гады // Маладосць. 2021. № 2. С. 92-109.
- Кароткі ўспамін пра Ларысу Канчэўскую // Наша Слова. 2021. 24 сакавіка.
- Ганна Патоцкая, пісьменніца, мемуарыстка, мастак // Наша Слова. 2021. 14 красавіка.
- Ваверка і род Клаўсуцяў на Лідчыне // Лідскі Летапісец. 2021. № 1. С. 18-28.
- Бальтазар Калясінскі, Аніцэт Рэніер і Каятан Дарашкеіч // Лідскі Летапісец. 2021. № 1. С. 37-44.
- Новае пра лепшага лідскага гісторыка XX ст. Міхала Шымялевіча // Лідскі Летапісец. 2021. № 1. С. 15-17.
- Палац у Жалудку // Наша Слова. 2021. 15 ліпеня; 22 ліпеня.
- Дом інжынера Мінейкі ў Дзікушках // Наша Слова. 2021. 12 жніўня.
- Сяклюцкія і маёнтак Стрэліца на Лідчыне // Наша Слова. 2021. 9 верасня; 16 верасня.
- Архівы і зборы маёнткаў Ішчална і Вялікае Мажэйкава // XVI Гарадзенскія навуковыя чытанні «Скарбы гарадзенскіх калекцый». Гродна, 2021. С. 46-54.
- Маёнткі Касцянёва і Паперня // Наша Слова. 2021. 30 верасня; 7 кастрычніка; 14 кастрычніка; 21 кастрычніка.
- Фундатар Маламажэйкаўскай царквы Шымка Мацкавіч і яго нашчадкі // Беларусь у кантэксце еўрапейскай гісторыі: асоба, грамадства, дзяржава: зб. навук. арт. / ГрДУ імя Янкі Купалы. Гродна: ГрДУ, 2021. С. 299—305.
- Пошта на Лідчыне // Маладосць. 2021. № 6. С. 97-104.
- Прыход у Мыто // Лідскі Летапісец. 2021. № 2. С. 19-29.
- Урады, ураднікі і старасты лідскія // Лідскі Летапісец. 2021. № 2. С. 30-54.
- Новае пра лідскі фарны касцёл, замак і абразы пэндзля Смуглевіча // Лідскі Летапісец. 2021. № 2. С. 55-58.
- Прыход у Ракавічах // Лідскі Летапісец. 2021. № 3-4. С. 32-41.
- Стары дом паміж сучасным Ліцэем № 1 і Еўраоптам // Лідскі Летапісец. 2021. № 3-4. С. 74.
- Новае пра цэрквы Лідчыны ў другой палове XIX — першай палове XX стст. // Лідскі Летапісец. 2021. № 3-4. С. 42-51.
- Новае пра Тэадора Нарбута і яго сям’ю // Лідскі Летапісец. 2021. № 3-4. С. 52-59.
- Страчаная цывілізацыя. Гістарычныя хронікі: Маёнтак Ішчална // Новы замак. 2021. Вып. 10. С. 179—200.

2020
- Надзеі і расчараванні протаіерэя Антона Сасноўскага // Наша Слова. 2020. 23 снежня; 30 снежня.
- «На жаль, у нас не водзяцца гэтыя звяркі…» Якая армія прынесла ў Беларусь тараканаў? // Наша Гісторыя. 2020. № 5. С. 89-91.
- Браніслаў Друцкі-Падбярэскі. Да 130-тых угодкаў з дня нараджэння // Лідскі Летапісец. 2020. № 1. С. 19-20.
- Паўстанцы і маёнткі // Маладосць. 2020. № 9. С. 94-100.
- Зноў пра святароў і царкву ў Малым Мажэйкаве // Лідскі Летапісец. 2020. № 1. С. 21-31.
- Ксёндз Юзаф Бародзіч і яго успаміны, датычныя Ліды // Лідскі Летапісец, 2020. 1. С. 76-80.
- Успаміны ўніятаў-пакутнікаў // АСОБА І ЧАС. Беларускі біяграфічны альманах. Вып. 9. Уклад.: Д. Кандакоў, А. Фядута. Мінск. 2020. С. 246—248.
- Тадэвуш Іваноўскі, яго сям’я і ягоныя ўспаміны // АСОБА І ЧАС. Беларускі біяграфічны альманах. Вып. 9. Уклад.: Д. Кандакоў, А. Фядута. Мінск. 2020. С. 57-59.
- Маршалкі Лідскага павета // Лідскі Летапісец. 2020. № 2. С. 13-19.
- Бердаўка // Лідскі Летапісец. 2020. № 2. С. 20-30.
- Прыход у Лебядзе // Лідскі Летапісец. 2020. № 2. С. 31-45.
- Новае пра лідскі фарны касцёл і замак // Наша Слова. 2020. 3 чэрвеня.
- Лідчына ў XIV стагоддзі // Лідскі Летапісец. 2020. № 3. С. 14-32.
- Ольжава // Лідскі Летапісец. 2020. № 3. С. 33-43.
- Другі Вацлаў Ластоўскі // Лідскі Летапісец. 2020. № 4. С. 20-21.
- Леанард Іваноўскі, тайны дарадца і ганаровы грамадзянін Ліды // Лідскі Летапісец. 2020. № 4. С. 72-79.
- Графіня Сафія Шуазёль-Гуф’е // Лідскі Летапісец. 2020. № 4. С. 18-19.
- Прыходы ў Ганчарах і Дакудаве // Лідскі Летапісец. 2020. № 4. С. 44-71.
- Краязнаўства ў Лідзе // Маладосць. 2020. № 4. С. 76-77.

2019
- Эміграцыя ў Амерыку // Маладосць. 2019. № 1. С. 17-18.
- Адкуль у нас з’явіліся прусакі? // Наша Слова. 2019. 23 студзеня.
- Да 135-тых угодкаў нараджэння Антона Луцкевіча // Наша Слова. 2019. 6 лютага.
- Тэадор Нарбут у падзеях 1812 года // Наша Слова. 2019. 3 красавіка.
- Іван Дрозд — грамадскі дзеяч і навуковец // Лідскі Летапісец. 2019. № 1. С. 23.
- Пра Валеек з Галавічполя і газету «Свабода» // Лідскі Летапісец. 2019. № 1. С. 20-22.
- «Невядомая вайна» XVII ст. на Лідчыне і вакол яе // Лідскі Летапісец. 2019. № 1. С. 24-37.
- Амброзі Кастравіцкі // Наша Слова. 2019. 22 траўня.
- Гісторыя з пахаваннем паўстанцаў аддзела Людвіка Нарбута // Наша Слова. 2019. 29 траўня.
- Бальтазар Калясінскі, лідскі паўстанец і сябар Тараса Шаўчэнкі // Наша Слова. 2019. 12 чэрвеня; 19 чэрвеня.
- Юлія Шышкова з лідскіх Нарбутаў // Маладосць. 2019. № 6. С. 114—122.
- Ваколіца Ліды Вісманты // Наша Слова. 2019. 4 ліпеня.
- Апошні беларускі базыльянін XIX ст. // Наша Слова. 2019. 10 ліпеня.
- Яшчэ раз пра Летаўта // Наша Слова. 2019. 24 ліпеня.
- Алена Іваноўская // Маладосць. 2019. № 8. С. 20-33.
- Зноў пра апошняга беларускага базыльяніна а. Кірыла Летаўта // Наша Слова. 2019. 28 жніўня.
- Грэка-каталіцкі епіскап Галаўня // Наша Слова. 2019. 16 кастрычніка.
- Новае з гісторыі ўніяцкай царквы на Лідчыне: царква ў Дзікушках і прыватнаўласніцкія капліцы ў Вялікім Мажэйкаве і Красулях // Лідскі летапісец. 2019. № 2. С. 37-40.
- Прыход у Радзівонішках // Лідскі летапісец. 2019. № 2. С. 41-53.
- Астраномія ў Лукішскай турме // Наша Слова. 2019. 27 лістапада.
- Лідчына да XIV стагоддзя // Лідскі летапісец. 2019. № 3. С. 16-34.
- Касцёл на крыві // Лідскі летапісец. 2019. № 3. С. 8.
- Пра трываласць беларускай рэлігійнай традыцыі // Слонімскі край. 2019. № 10. С. 14-15; № 11. С. 12-14.
- Неаунія ў Дзікушскай царкве Лідскага павета ў 1925 г. // Гадавік Цэнтра Беларускіх Студыяў. Варшава, 2019. № 5. С. 78-90.
- Амброзі Кастравіцкі // Лідскі летапісец. 2019. № 3. С. 49-52.
- Лябёдка Іваноўскіх. Дакументальная аповесць // Новы Замак. 2019. № 8. С. 194—212.; 2020. № 9. С. 180—219.
- Пра Фелікса Стацкевіча. Да 140-годдзя з дня нараджэння // Лідскі Летапісец. 2019. 4. С. 11-15.
- Сайту «Павет» — 20 гадоў // Лідскі Летапісец. 2019. 4. С. 7.
- LIDA einst und jetzt // Лідскі Летапісец. 2019. 4. С. 43-61.
- Сабакінцы // Лідскі Летапісец. 2019. 4. С. 22-42.

2018
- Генералы БНР // Наша Слова. 2018. 31 студзеня.
- Дом Юрыя Іваноўскага ў Галавічполі, пабудаваны па праекце архітэктара Лявона Вітан-Дубейкаўскага // Наша Слова. 2018. 2 траўня.
- Трошкі пра Кастуся Езавітава // Наша Слова. 2018. 16 траўня.
- Кастусь Езавітаў і Кіпрыян Кандратовіч: крэскі да біяграфій // Лідскі Летапісец. 2018. № 1. С. 13-15.
- Лідская адукацыя на пачатку XX стагоддзя // Маладосць. 2018. № 10. С. 117—125.
- Дыспуты паміж уніятамі і праваслаўнымі ў школьных тэатрах першай паловы XVII ст. // Наша Слова. 2018. 14 лістапада.
- Яшчэ раз пра караля Андоры // Лідскі Летапісец. 2018. № 1. С. 37-50.
- Новае пра лідскую чыгунку // Лідскі Летапісец. 2018. № 2. С. 32-38.
- Прыход у Турэйску // Лідскі Летапісец. 2018. № 2. С. 20-28.
- Гісторык у высылцы: да біяграфіі Міхала Шымялевіча // АСОБА І ЧАС. Беларускі біяграфічны альманах. Вып. 8. Уклад.: А. Фядута. Мінск, 2018. С. 136—139.
- Рок плывёт над Лидой (Воспоминания Владимира Крушевского) // АСОБА І ЧАС. Беларускі біяграфічны альманах. Вып. 8. Уклад.: А. Фядута. Мінск, 2018. С. 254—256.
- Фелікс Стацкевіч // Наша Слова. 2018. 22 жніўня; 29 жніўня.
- Лідская чыгунка. Дакументальная аповесць // Маладосць. 2018. № 7. С. 120—139; № 9. С. 116—122.
- Іваноўскія і Валейкі // Наша Слова. 2018. 26 верасня.
- Лідскі дэкан — філамат, ксёндз Дзіянісі Хлявінскі // Лідскі Летапісец. 2018. № 3. С. 7-10.
- Філамат Ануфры Петрашкевіч // Лідскі Летапісец. 2018. № 3. С. 11-16.
- Іншыя лідскія філаматы // Лідскі Летапісец. 2018. № 3. С. 16-17.
- Горад Ліда ў лёсе ксяндза Віктара Шутовіча // Лідскі Летапісец. 2018. № 3. С. 49-51.
- Новае пра Лідскія гарадскія могілкі // Лідскі Летапісец. 2018. № 3. С. 34-41.
- Гротэ дэ Буко ва ўспамінах Станіслава Іваноўскага // Лідскі Летапісец. 2018. № 4. С. 10-12.
- Пахаванне паўстанцаў 1863 г. каля былога фальварка Стрэліца на Лідчыне // Лідскі Летапісец. 2018. № 4. С. 14-15.
- Прыходы ў Голдаве і Бабрах // Лідскі Летапісец. 2018. № 4. С. 22-40.
- Лідская павятовая 5-ці класная вучэльня ва ўспамінах Яўстаха Шалевіча // Лідскі Летапісец. 2018. № 4. С. 54-60.
- Новая інфармацыя пра крыж на магіле паўстанцаў 1863 г. каля Стрэліцы і іншыя народныя мемарыялы 1863 г. на Лідчыне // Наша Слова. 2018. 5 снежня.

2017
- Савецкая, 27, 32, 34. Функцыяналізм // Лідская газета. 2017. 5 студзеня
- Вуліца Савецкая (Віленская, Сувальская) далей на поўнач // Лідская газета. 2017. 18 студзеня.
- Па старонках нашай гісторыі. Вуліца Савецкая каля перакрыжавання з чыгункай // Лідская газета. 2017. 1 сакавіка.
- Славойкі // Наша Слова. 2017. 12 красавіка.
- Лідская Тарбут-школа // Наша Слова. 2017. 10 траўня.
- Калона арханёла Рафаіла ў Жырмунах // Лідскі летапісец. 2017. № 1. С. 38.
- Ліда да 1914 г. // Лідскі летапісец. 2017. № 1. С. 46-70.
- Лідскі замак у 1891—1939 гг. // Лідская газета. 2017. 11 мая.
- Новае з гісторыі лідскай архітэктуры // Наша Слова. 2017. 14 чэрвеня.
- Паліцыя ў Лідзе // Лідская газета. 2017. 28 чэрвеня.
- 400-годдзе базыльянскай кангрэгацыі ў Нагародавічах // Наша Слова. 2017. 12 ліпеня.
- Грэка-каталіцкая парафія ў Нагародавічах // Лідскі Летапісец. 2017. № 2. С. 28-39.
- Вузкакалейныя чыгуначныя лініі вакол Ліды // Лідскі Летапісец. 2017. № 2. С. 40-45.
- З жыцця вуліцы Школьнай — сучаснай Кірава // Лідская газета. 2017. 19 ліпеня.
- Лідская павятовая вучэльня // Маладосць. 2017. № 7. С. 125—132.
- Выган — раён горада // Лідская газета. 2017. 6 ліпеня.
- Генерал К. А. Кандратовіч ў 1916—1917 гг. // Наша лова. 2017. 3 жніўня.
- Ксёндз Віктар Шутовіч і горад Ліда // Наша Слова. 2017. 30 жніўня.
- Будынак Лідскай пошты — шэдэўр стылю функцыяналізму // Лідская газета. 2017. 6 верасня.
- «Абрусіцелі» і дзяцінства генерала Кіпрыяна Кандратовіча // Наша Слова. 2017. 6 верасня.
- Алена Скінадар з Іваноўскіх // Наша Слова. 2017. 20 верасня.
- Лідскія кінатэатры // Маладосць. 2017. № 11. С. 95-104.
- Генерал Кандратовіч і БНР // Наша Слова. 2017. 11 кастрычніка; 18 кастрычніка.
- Грамадскі дзеяч і навуковец Іван Дрозд // Наша Слова. 2017. 25 кастрычніка.
- Генерал Кіпрыян Кандратовіч у Парыжы // Наша Слова. 2017. 1 лістапада.
- Лідскія друкарні // Лідскі Летапісец. 2017. № 3. С. 14-16.
- Школа № 1 // Лідская газета. 2017. 15 лістапада.
- Браніслаў Друцкі-Падбярэскі // Наша Слова. 2017. 20 снежня.
- Кнігі цэркваў Лідчыны ў XVIII ст. // Лідскі Летапісец. 2017. № 3. С. 17-19.
- Прыход ў Зблянах // Лідскі Летапісец. 2017. № 3. С. 30-48.
- Славойкі на Лідчыне // Лідскі Летапісец. 2017. № 4. С. 39-40.
- Тарбут-школа ў Лідзе // Лідскі Летапісец. 2017. № 4. С. 41-42.
- Прыход у Орлі. // Лідскі Летапісец. 2017. № 4. С. 22-38.

2016
- Загадкі Тарноўскага палаца // Лідская газета. 2016. 13 студзеня.
- Кароль Андоры // Лідская газета. 2016. 20 студзеня.
- Старыя дамы на карце нашага горада // Лідская газета. 2016. 3 лютага.
- Мінская электрастанцыя // Маладосць. 2016. № 1. С. 108—113.
- Яшчэ раз пра генерала фон Гротэ дэ Буко // Наша Слова. 2016. 23 сакавіка.
- Яўрэі Ліды // Маладосць 2016. № 4. С. 141—154.
- Старыя дамы на карце нашага горада. На поўнач ад замка — вучылішча // Лідская газета. 2016. 27 красавіка.
- 700-годдзе Літоўска-Наваградскай мітраполіі // Наша Слова. 2016. 4 траўня.
- Пошта ў стылі канструктывізму // Звязда. 2016. 7 чэрвеня.
- На поўнач ад замка — аўтавакзалы Ліды // Лідская газета. 2016. 15 чэрвеня.
- Падарожжа па старых вуліцах // Лідская газета. 2016. 20 ліпеня.
- Лідская гарадская электроўня, 1916—1939 // Маладосць. 2016. № 7. С. 131—139.
- Кінематограф у Лідзе. Кінатэатр «Эдысан» // Лідская газета. 2016. 3 жніўня.
- Дом Віленская, 19 і далей на поўнач // Лідская газета. 2016. 24 жніўня.
- Цікавы лёс дома № 16 па вуліцы Савецкай // Лідская газета. 2016. 14 верасня.
- Прыход у Дзікушках // Лідскі летапісец. 2016. № 1. С. 15-29.
- Насупраць сённяшняй Савецкай, 16 // Лідская газета. 2016. 21 верасня.
- Купецкая гімназія. Якой яна была? // Лідская газета. 2016. 5 лістапада.
- Міхал Шымялевіч. Крэскі да біяграфіі найлепшага гісторыка горада Ліды // Лідскі летапісец. 2016. № 1. С. 45-58.
- Дом па вуліцы Савецкай, 26 і вакол яго // Лідская газета. 2016. 16 лістапада.
- Лідскі піярскі калегіум // Маладосць. 2016. № 11. С. 120—130.
- Хто і для якіх мэтаў будаваў дом № 23 па вуліцы Савецкай і «дом з калонамі» // Лідская газета. 2016. 30 лістапада.
- 13 траўня 1901 г. нарадзіўся Вітольд Пілецкі // Лідскі Летапісец. 2016. № 2. С. 15-19.
- Лідскія могілкі // Лідскі Летапісец. 2016. № 2. С. 38-60.
- 100 гадоў Лідскай гарадской электрастанцыі // Лідскі Летапісец. 2016. № 4. С. 10-12.
- Парафіяне Лідскай, Дзікушкай, Маламажэйкаўскай і Жыжмянскай грэка-каталіцкіх цэркваў у 1829 г. // Лідскі Летапісец. 2016. № 3. С. 26-40.
- Ян Карловіч // Лідскі Летапісец. 2016. № 3 °C. 11-13.
- Лёсы родных Алаізы Пашкевіч // Лідскі Летапісец. 2016. № 3. С. 15-16.
- Прыход ў Жыжме // Лідскі Летапісец. 2016. № 3. С. 20-25.
- Горад Яго Каралеўскай Мосці Ліда ў другой палове XVII і ў XVIII стагоддзях // Лідскі Летапісец. 2016. № 4. С. 28-51.

2015
- Лідчына ў 1924—1929 гг. у люстэрку прэсы // Лідскі Летапісец. 2015. № 1. С. 51-67; № 2. С. 26-65.
- Прыгоды Сяргея Пясецкага на Лідчыне // Маладосць. 2015. № 2. С. 148—153.
- Лідскія могілкі // Наша Слова. 2015. 13 траўня.
- Людвік Нарбут // АСОБА І ЧАС. Беларускі біяграфічны альманах. Вып. 6. Уклад.: Л. Лаўрэш, А. Фядута. Мінск, 2015. С. 74-105.
- Уніяцкі святар Адам Плаўскі // АСОБА І ЧАС. Беларускі біяграфічны альманах. Вып. 6. Уклад.: Л. Лаўрэш, А. Фядута. Мінск, 2015. С. 125—132.
- Пра Міхала Шымялевіча: Крэскі да біяграфіі найлепшага гісторыка горада Ліды // АСОБА І ЧАС. Беларускі біяграфічны альманах. Вып. 6. Уклад.: Л. Лаўрэш, А. Фядута. Мінск, 2015. С. 133—165.
- Пра што гавораць помнікі каля Ходараўцаў // Лідская газета. 2015. 24 чэрвеня.
- Больш за 130 гадоў таму праз Ліду прайшоў першы цягнік // Лідская газета 2015. 12 жніўня.
- Па справе першай беларускай школы… // Звязда. 2015. 25 жніўня.
- Пачаткі беларускамоўнай адукацыі на Лідчыне // Наша Слова. 2015. 26 жніўня.
- Штодзённае жыццё павятовага горада Ліда ў 1915—1918 гадах. Паводле віленскай беларускай газеты «Гоман» // Маладосць. 2015. № 8. С. 132—140.
- 110 гадоў таму, выйшла першая кніга па гісторыі нашага горада // Лідскі летапісец. 2015. № 3. С. 12.
- Лідчына ў люстэрку прэсы, 1930—1935 гг. // Лідскі летапісец. 2015. № 3. С. 45-84.
- Будынак вясковай школкі будавалі самі сяляне // Лідская газета. 2015. 2 верасня.
- Лёсы родных Алаізы Пашкевіч // Наша Слова. 2015. 14 кастрычніка.
- Другі Вацлаў Ластоўскі // Наша Слова. 2015. 11 лістапада.
- Народная паэзія Багушэвіча // Звязда. 2015. 22 снежня.
- 100 гадоў першай беларускай школе на Лідчыне // Лідскі Летапісец. 2015. № 4. С. 7-9.
- Распаўсюд вершаў Багушэвіча на Лідчыне пры канцы XIX-га ст. // Лідскі Летапісец. 2015. № 4. С. 20-21.
- Рэнерты ў Лідзе // Лідскі Летапісец 2015. № 4. С. 22.
- Выбітныя манахі-базіліяне часоў ліквідацыі ўніі // Biuletyn Historii Pogranicza. 2015. № 15. С. 65-89.

2014
- Ліда на старых выявах. Вуліцы Крывая і Замкавая // Лідская газета. 2014. 25 студзеня.
- Генерал Яўген фон Гротэ дэ Буко // Лідскі Летапісец. 2014. № 1. С. 59-64.
- Лідчына да 1914 г. у люстэрку прэсы // Лідскі Летапісец. 2014. № 1. С. 30-58.
- Датаванне пабудовы царквы ў Малым Мажэйкаве // Białoruskie Zeszyty Historyczne. № 40. Białystok,, 2013. № 40. С. 226—232.
- Маламажэйкаўскі святар айцец Леў Савіцкі // Маладосць. 2014. № 1. С. 120—129.
- Генерал Кандратовіч: два імгненні вечнасці // Наша Слова. 2014. 19 сакавіка.
- Ліда на старых выявах. На Выгане вырасла Вялікая Ліда // Лідская газета. 2014. 12 красавіка.
- Стыль функцыяналізму ў Лідзе да 1939 г. // Наша Слова. 2014. 7 траўня; 14 траўня; 21 траўня.
- Багушэвіч на Лідчыне пры канцы 19-га ст. // Наша Слова. 2014. 4 чэрвеня.
- Першая Сусветная і Ліда // Маладосць. 2014. № 7. С. 92-98.
- Ліда перад паўстаннем 1863 года // Запісы таварыства аматараў беларускай гісторыі імя Вацлава Ластоўскага. Вып. 3. Рыга, 2014. С. 63-85.
- Адукацыя ў Лідзе ў першай палове XX стагоддзя // Лідская газета. 2014. 15 ліпеня.
- Водгук ваенных падзей у Лідзе // Лідская газета. 2014. 29 ліпеня.
- Горад на старых выявах. Установы горада // Лідская газета. 2014. 9 верасня.
- Горад на старых выявах. Фарны касцёл // Лідская газета. 2014. 16 верасня.
- 20-ці годдзе аднаўлення дзейнасці грэка-каталіцкай царквы ў Лідзе // Наша Слова. 2014. 24 верасня.
- Ліда ў 1936—1939 гг. // Лідскі Летапісец. 2014. № 2. С. 25-94.
- Прафесар Баброўскі і скасаванне ўніяцкай царквы // Наша Слова. 2014. 9 ліпеня.
- Уладзіслаў Абрамовіч // Наша Слова. 2014. 1 кастрычніка.
- «Народ, які абуджаецца, не патрабуе нянек» // Звязда. 2014. 4 лістапада.
- «Лідская рэвалюцыя» 1936 года // Arche. 2014. № 7-8. С. 318—333.
- Кароль Андоры з-пад Ліды // Маладосць. 2014. № 10. С. 114—125.
- Ліда ад пачатку Першай сусветнай вайны да нямецкай акупацыі // Лідская газета. 2014. 22 лістапада.
- Жыццё дала… чыгунка // Звязда. 2014. 30 снежня.
- Лідчына ў люстэрку прэсы, 1913—1923 // Лідскі Летапісец. 2014. № 3. С. 37-81.
- 20-ці годдзе аднаўлення дзейнасці грэка-каталіцкай царквы ў Лідзе // Лідскі Летапісец. 2014. № 3. С. 9-10.
- Рэдактар — краязнавец. 105 гадоў з дня нараджэння Ўладзіслава Абрамовіча // Лідскі Летапісец. 2014. № 3. С. 22-25.
- Тодар Нарбут — папулярызатар найноўшых дасягненняў прыродазнаўства // Лідскі Летапісец. 2014. № 4. С. 12-13.
- «Лідская рэвалюцыя» 1936 г. у люстэрку прэсы // Лідскі Летапісец. 2014. № 4. С. 47-62.
- Лідскія цэрквы да 1939 г. // Лідскі Летапісец. 2014. № 4. С. 63-79.
- Жыццё святара Адама Плаўскага // Актуальныя праблемы гістарычнай навукі і адукацыі: зб. навук. арт. Гродна, 2014. С. 54-64.

2013
- Паўстанне 1863 года на Лідчыне. Перад паўстаннем // Лідскі Летапісец. 2013. № 1. С. 40-58.
- Ліда на старых выявах. Замак у 1915—1918 гг. // Лідская газета. 2013. 5 студзеня; 12 сакавіка.
- Аляксандра Нарбут: жанчына-акадэмік у XVIII стагоддзі // Через гендерное равенство — к участию в общественной и политической жизни общества: материалы II Республиканской научн.-практ. конф. 15 июня 2012 г. / Мозырь, 2012. С. 177—179.
- Каменныя магілы і камяні-следавікі Лідчыны. // Запісы таварыства аматараў беларускай гісторыі імя Вацлава Ластоўскага. Вып. 1. Мінск, 2013. С. 34-41.
- Паўстанне 1863 г. на Лідчыне. Перад паўстаннем // Наша Слова. 2013. 23 студзеня; 30 студзеня; 6 лютага; 13 лютага; 20 лютага.
- Паўстанне 1863 г. на Лідчыне. За нашу і вашу свабоду // Наша Слова. 2013. 13 сакавіка; 20 сакавіка; 27 сакавіка; 3 красавіка; 10 красавіка
- Яўген фон Гротэ дэ Буко — першы кіраўнік беларускага руху ў Лідзе // Наша Слова. 2013. 20 сакавіка
- Гайцюнішкі // Маладосць 2013. № 2. С. 114—118.
- Фарны касцёл у Лідзе: да 690-годдзя заснавання Ліды // Наша вера. 2013. № 4. С. 12-15.
- Пасля паўстання // Паўстанне 1863 г. на Беларусі і Кастусь Каліноўскі. Матэрыялы навукова-практычнай канферэнцыі (Менск, 23 сакавіка 2013 г.). Мінск, 2013. С. 5-12.
- Горад на старых выявах. Замак у 1920—1930 гадах // Лідская газета. 2013. 18 красавіка
- Паўстанне 1863 г. на Лідчыне. Заканчэнне, вынікі і наступствы // Наша Слова. 2013. 12 чэрвеня; 19 чэрвеня.
- Ліда на старых выявах. Рыначная плошча // Лідская газета. 2013. 8 чэрвеня; 5 ліпеня.
- Вайна 1812 г. на Лідчыне // Мірскі замак у кантэксце падзелаў Рэчы Паспалітай і вайны 1812 г. Матэрыялы навукова-практычнай канферэнцыі (г.п. Мір, 16 чэрвеня 2012 г.). Мінск, 2013. С. 127—141.
- Ліда на старых выявах. Вуліца Віленская (зараз — Савецкая) // Лідская газета. 2013 20 ліпеня; 8 жніўня.
- Жыццё павятовага горада Ліда ў 1906—1912 гг.: па матэрыялах віленскіх газет «Kurier Litewski» і «Kurier Wilenski» // Другі Міжнародны Кангрэс даследчыкаў Беларусі. Працоўныя матэрыялы. Т. 2. Kaunas, 2013. С. 95-97.
- Калантаі і Зельзін // Маладосць. 2013. № 7. С. 124—131.
- Віктар Басяцкі // Наша Слова. 2013. 21 жніўня.
- Паўстанне 1863 г. на Лідчыне. За нашу і вашу свабоду // Лідскі Летапісец. 2013. № 2. С. 48-73.
- Калонія дзяржаўных дамоў у Лідзе (1920-я — 1930-я гг.) // Лідскі Летапісец. 2013. № 2. С. 74-78.
- Сябар ТБШ Міхал Шымялевіч // Наша Слова. 2013. 18 верасня.
- Ліда на старых выявах. Вуліца Каменская (зараз — Ленінская): якой яна была? // Лідская газета. 2013. 3 кастрычніка; 12 лістапада.
- Царква ў Мураванцы // Лідскі Летапісец. 2013. № 3. С. 75-103.
- Пра галоўнага лідскага боўдзілу XX ст. // Лідскі Летапісец. 2013. № 4. С. 73-74.
- Лідскія касцёлы. Фарны касцёл, касцёл Піяраў, Кармеліцкі касцёл // Лідскі Летапісец. 2013. № 4. С. 36-54.
- Род Путкамераў // АСОБА і ЧАС. Беларускі біяграфічны альманах. Вып. 5. 2013. С. 302—313.

2012
- Размова са старым шляхціцам // Наша Слова. 2012. 18 студзеня; 25 студзеня; 1 лютага; 8 лютага; 15 лютага.
- Праўду ў яміну не закапаеш, або шукайце і знойдзеце // Маладосць. 2012. № 2. С. 96-100.
- Касцёл у Начы // Наша Слова. 2012. 4 красавіка.
- Гісторыя чыгункі на Лідчыне // Лідскі Летапісец. 2012. № 1. С. 30-39.
- Размова са старым шляхціцам // Лідскі Летапісец. 2012. № 2. С. 51-61.
- Сляды герояў Шэкспіра ў Беларусі і на Лідчыне // Лідская газета. 2012. 10 красавіка
- Гісторыя чыгункі на Лідчыне // Наша Слова. 2012. 10 траўня; 16 траўня.
- Вайна 1812 г. у Літве і на Лідчыне // Наша Слова. 2012. 13 чэрвеня; 20 чэрвеня; 27 чэрвеня; 4 ліпеня 2012.
- Таямнічыя замкі Лідчыны // Маладосць. 2012. № 6. С. 97-100.
- Вітольд Карлавіч Цэраскі // Гістарычны альманах. Т. 17. 2011. С. 101—124.
- Пагадненне 1392 г. у Востраве пад Лідай // Лідская газета. 2012. 11 верасня.
- След старадаўняга палаца ў Дайнаве // Лідская газета. 2012. 6 кастрычніка.
- Гісторыя чыгункі на Лідчыне // Сучасны стан беларускага краязнаўства і валанцёрскі рух. Матэрыялы Рэспубліканская навукова-практычнай канферэнцыі 16 красавіка 2012 г. Мінск, 2012. С. 173—186.
- Ліда на старых выявах // Лідская газета. 2012. 1 лістапада.
- Аляксандра Нарбут: жанчына-акадэмік // Лідская газета. 2012. 13 лістапада
- Вайна 1812 г. у Літве і на Лідчыне // Лідскі Летапісец. 2012. № 3. С. 29-48.
- Цэзары Каменскі // Наша Слова. 2012. 14 лістапада; 2012. 21 лістапада.
- Ліда на старых выявах. Замак на пачатку XX ст. // Лідская газета. 2012. 15 снежня.
- Пачатак будаўніцтва гімназіі імя гетмана Караля Хадкевіча ў Лідзе // Лідскі Летапісец. 2012. № 4. С. 32-36.

2011
- Антоні Гарэцкі: забыты паэт // Наша Слова. 2011 2 лютага.
- Funkcjonalizm w lidzkiej architekturze // Ziemia Lidzka. 2011. № 2.
- Паўстанне 1830—1831 гг. // Наша Слова. 2011. 11 траўня; 18 траўня; 25 траўня; 1 чэрвеня; 8 чэрвеня.
- Селішчы і гарадзішчы гістарычнай Лідчыны // Наша Слова. 2011. 6 ліпеня.
- Архітэктура нацыянальнага рамантызму на Лідчыне // Наша слова. 2011. 14 верасня; 21 верасня.
- «Жыў аднойчы рыцар…», або сляды герояў Шэкспіра ў старажытнай Беларусі // Маладосць. 2011. № 9. С. 121—126.
- След вялікай каметы 1811 г. у сусветнай культуры // Роднае слова. 2011. № 10. С. 88-92.
- Антоні Гарэцкі — забыты паэт // Ад Лідскіх муроў. № 7. 2011. С. 194—200.
- Нагародавічы // Наша Слова. 2011. 7 снежня.
- Аляксандра Нарбут — акадэмік Берлінскай акадэміі навук // АСОБА і ЧАС. Беларускі біяграфічны альманах. Выпуск 4. 2011. Мінск. С. 6-16.
- Крыніцы для вывучэння гісторыі калоніі дзяржаўных дамоў у Лідзе (1920-я — 1930-я гг.) // Гістарычная ўрбаністыка: асновы метадалогіі і крыніцазнаўчая база: зб. навук. арт. Гродна, 2011. С. 362—366.
- Дайноўскі і Радуньскі замкі гістарычнай Лідчыны. Нататкі краязнаўцы // Румлёўскія старонкі: Помнікі гісторыі, прыроды і культуры паміж турыстычнай прывабнасцю і навуковай цікавасцю: матэрыялы IV адкрытай рэгіян. навук.-практ. канф. па праблемах рэгіяналістыкі і краязнаўства «Румлёўскія чытанні» (Гродна, 18 лют. 2011 г.). Гродна, 2011. С. 39-45.
- Паўстанне 1830—1831 гг. Да 180-х угодкаў // Лідскі летапісец. 2011. № 4. С. 18-28.

2010
- Лідская Дайнова // Наша Слова. 2010. 2 чэрвеня.
- Ксёндз Дзіянісій Хлявінскі, філамат // Навагрудчына ў гістарычна-культурнай спадчыне Еўропы (да 600-годдзя Грунвальдскай бітвы). 2010. С. 172—175.
- Радуньскі замак // Наша Слова. 2010. 23 чэрвеня.
- Каменныя магілы Лідчыны // Наша Слова. 2010. 15 ліпеня.
- Камяні-следавікі Лідчыны // Наша Слова. 2010. 1 верасня; 8 верасня.
- Капліца на Лідскім чыгуначным вакзале // Наша Слова. 2010. 13 кастрычніка.
- Генерал Кіпрыян Кандратовіч: крэскі да жыцця // Асоба і час. Беларускі біяграфічны альманах. Вып. 2. 2010. С. 81-105.
- Літоўскія прыгоды шэксьпіраўскіх пэрсанажаў // ARCHE. 2010. № 10. С. 145—156.
- Прамысловасць горада Ліда ў 1920-30-я гг. // Працэсы ўрбанізацыі ў Беларусі ў XIX — пачатку XXI ст.: зб. навук. арт. Гродна, 2010. С. 181—188.

2009
- Марцін Пачобут-Адляніцкі // Наша Слова. 2009. 4 сакавіка; 11 сакавіка.
- Занатоўкі да біяграфіі міністра БНР генерала Кандратовіча // Наша Слова. 2009. 1 красавіка.
- Скасаванне уніі на Лідчыне // Царква. 2009. № 1.
- Генерал Кіпрыян Кандратовіч. 150 гадоў з дня нараджэння // Лідскі Летапісец. 2009. № 1-2. С. 24-27.
- Ян Снядэцкі // Наша Слова. 2009. 20 траўня; 2009. 27 траўня; 3 чэрвеня.
- Вітольд Карлавіч Цэраскі. Да 160-тых угодкаў з дня нараджэння // Наша Слова. 2009. 22 ліпеня; 29 ліпеня; 5 жніўня; 12 жніўня; 19 жніўня.
- Ціхаў Гаўрыіл Андрыянавіч // Наша Слова. 2009. 25 лістапада; 2 снежня; 9 снежня; 16 снежня; 23 снежня.
- Гараджанін эпохі Асветніцтва (Францішак Нарвойш) // Гістарыяграфія і крыніцы па гісторыі гарадоў і працэсаў урбанізацыі ў Беларусі. Зборнік навуковых артыкулаў. Гродна, 2009. С. 208—214.
- Ліквідацыя грэка-каталіцкай царквы на Лідчыне // Хрысціянства у гістарычным лёсе беларускага народа. Ч. 1. Гродна: ГрДУ, 2009. С. 333—339.
- Царква ў Дзікушках на Лідчыне // Хрысціянства у гістарычным лёсе беларускага народа. Ч. 2. Гродна : ГрДУ, 2009. С. 311—316.
- Ян Снядэцкі (1756—1830) — навуковец і асветнік гістарычнай Літвы // Гістарычны альманах. Т. 15. 2009. С. 75-88.
- Аляксандра Нарбут з Ліды — акадэмік Берлінскай акадэміі навук // 3-я Нефёдаўскія чытанні. Беларускае мастацтва: гісторыя і сучаснасць. ВКЛ у гісторыі Беларусі. Т. III. Мінск. 2009. С. 120—124.
- Месца заключэння Востраўскага пагаднення 1392 г. // Ліда і Лідчына: да 685-годдзе заснавання горада: матэрыялы рэспубліканскай навукова-практычнай канферэнцыі (Ліда, 3 кастрычніка 2008 г.). Ліда, 2009. С. 44-48.

2008
- Персанажы Шэкспіра — ў Літве. Граф Дэрбі // Наша Слова. 2008. 30 ліпеня; 6 жніўня.
- Персанажы Шэкспіра — ў Літве. Генры Персі Хотспур // Наша Слова. 2008. 27 жніўня.
- Персанажы Шэкспіра — ў Літве. Джон Бафорт // Наша Слова. 2008. 15 кастрычніка.
- У пошуках знакамітага Вострава //Лідская газета. 2008. 11 лістапада.
- Месца заключэння Востраўскага пагаднення 1392 г. Пачатак // Наша слова. 2007. 2 траўня.
- Месца заключэння Востраўскага пагаднення 1392 г. Заканчэнне // Наша слова. 2007. 13 чэрвеня.
- Крэскі да біяграфіі генерала К. Кандратовіча // Наша слова. 2007. 10 кастрычніка.
- Астранамічная абсерваторыя ў Гародні // Наша Слова. 2008. 16 студзеня.
- Астраномія ў Віленскім універсітэце // Наша Слова. 2008. 27 лютага.
- Аляксандра Нарбутоўна, лідзянка — акадэмік Берлінскай акадэміі // Наша Слова. 2008. 9 красавіка
- Месца заключэння Востраўскага пагаднення 1392 г. // Гістарычны альманах. 2007. Т. 13. С. 109—118.

2000—2007
- Miejsce zawarcia ugody ostrowskiej 1392 r. // Ziemia Lidzka. 2007. № 2.
- Каталіцкае Свята Божага нараджэння ў Лідзе // Наша слова. 2006. 27 снежня.
- Генерал Кіпрыян Кандратовіч // Лідскі летапісец. 2005. № 4. С. 12-26.
- Паданні вёскі Бабры // Наша Слова. 2005. 17 жніўня.
- Гісторыя парафіі ў Ішчалне. 490 гадоў Ішчалнянскай парафіі // Наша Слова. 2005. 15 чэрвеня.
- Гайцюнішкі // Наша Слова. 2005. 19 кастрычніка.
- Генерал Кіпрыян Кандратовіч на службе БНР // Наша Слова. 2004. 17 сакавіка.
- Грэка-каталіцкая (уніяцкая) царква у Лідзе і Лідскім павеце // Наша слова. 2003. 26 лістапада.
- Міністр БНР, генерал Кіпрыян (Цыпрыян) Кандратовіч // Наша слова. 2002. 10 сакавіка; 17 сакавіка.
- Генерал Кіпрыян Кандратовіч // Спадчына. 2002. № 1. С. 161—166.
- Лідзяне XX стагоддзя // Лідскі летапісец. 2002. № 2. С. 9-11.
- Lidzianie XX wieku // Ziemia Lidzka. 2001. № 1.
- Kościół greko-katolicki w Lidzie i Ziemi Lidzkiej // Ziemia Lidzka. 2001. № 1.
- Мажэйкаўскія сядзібна-паркавыя комплексы // Спадчына. 2001. № 1-2. С. 206—212.
- Архітэктура Лідчыны. Готыка // Лідскі Летапісец. 2000. № 3. С. 32-34.
- Камень-следавік ў в. Бабры // Лідскі Летапісец. 2000. № 1. С. 24.
- Сонечны гадзіньнік у в. Ішчална // Спадчына. 2000. № 2. С. 139—141.
- Сонечны гадзіньнік у вёсцы Ішчална // Лідскі Летапісец. 1999. № 4. С. 21.